# El Piano (Picasso)
El Piano és un oli sobre tela de 130 × 96 cm pintat per Pablo Picasso a Canes l'any 1957 i dipositat al Museu Picasso de Barcelona.

## Context històric i artístic
El personatge que Picasso tracta a El Piano, amb un sentit de l'humor extraordinari i certa ironia, és Nicolás de Portosanto o Pertusato, el nan italià que entretenia les joves dames de la cort dels Àustries. Era tan ben proporcionat que més que nan semblava un nen. Velázquez l'havia pintat amb les mans enlaire i el peu esquerre damunt el gos endormiscat. Aquesta positura precisament suggereix a Picasso la presència de l'instrument musical:
| « | "He vist el nen amb un piano (...) El piano em venia al cap i no tenia altre remei que posar-lo en algun lloc (...) Això em passa moltes vegades quan pinto, i aquestes imatges formen part de la realitat del tema (...)". | » |

## Descripció
Picasso presenta, de manera enginyosa i creativa, el bufó baldufa davant el teclat, sota la llum de dues espelmes, guarnit amb una indumentària estrafolària d'un vermell cridaner. El cos es mou al ritme de la música que les seues mans fan sortir del gran moble harmònic. El cap és una taca rodona blanca que llisca vers el dors a través d'una llarga trena llarga.
L'encís de l'escena rau en la captació, sincera i fresca, del moment. "El paper de la pintura és el de parar el moviment", diu en alguna ocasió Picasso.
Davant, l'aristocràtic gos velazquià és substituït pel Lump, el basset que aleshores viu a La Californie i que acusa en el decurs de tota la sèrie de Las Meninas les distorsions picassianes.
Fou donat per l'artista al Museu Picasso de Barcelona l'any 1968.